# الفصول الخمسة
بنجاتنترا أو الفصول الخمسة ((بالسنسكريتية: पञ्चतन्त्र)‏ پنچاتنترا) هو كتاب يتضمّن مجموعة من القصص والحكم والمواعظ، وقد أجمع الباحثون على أنه هندي وتمت كتابته باللغة السنسكريتية وقد ألّفه الحكيم بيدبا للملك دبشليم في القرن الرابع الميلادي، وهو أصل كتاب كليلة ودمنة الذي تُرجم عنه.
تذكر مقدمة الكتاب أن الحكيم الهندي «بيدبا» قد ألّفه لملك الهند «دبشليم»، وقد استخدم المؤلف الحيوانات والطيور كشخصيات رئيسة فيه، وهي ترمز في الأساس إلى شخصيات بشرية وتتضمن القصص عدة مواضيع من أبرزها العلاقة بين الحاكم والمحكوم، بالإضافة إلى عدد من الحِكم والمواعظ.
حينما علم كسرى فارس «أنوشروان» بأمر الكتاب وما يحتويه من المواعظ، أمر الطبيب «برزويه» بالذهاب إلى بلاد الهند ونسخ ما جاء في ذلك الكتاب ونقله إلى الفهلوية الفارسية.

## نبذة

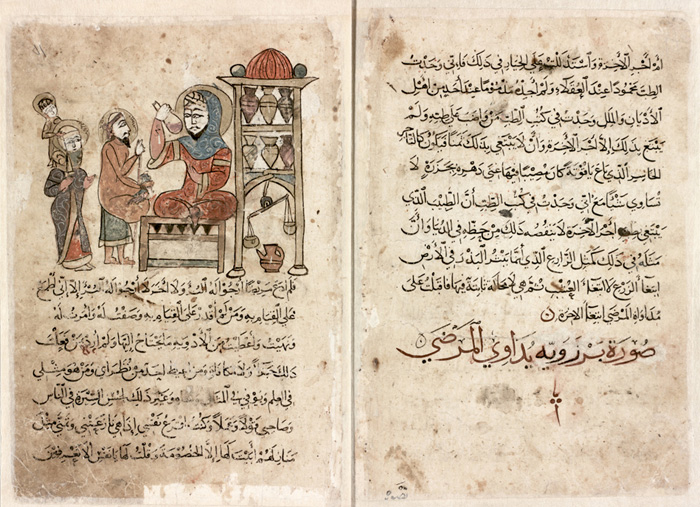
مخطوطة محفوظة من كتاب «كليلة ودمنة» تعود لسنة 747 هـ، وهي محفوظة حالياً في مركز الملك فيصل للبحوث والدراسات الإسلامية.

تذكر مقدمة كتاب كليلة ودمنة الذي تُرجم عنه، أن الإسكندر ذا القرنين الرومي اجتاح في غزواته بلاد الشرق، وكانت من ضمنها البلاد الهندية التي انتصر فيها على ملكها، وإثر ذلك قرّر أن يُعيّن على بلاد الهند أحد أتباعه ليواصل بعد ذلك اجتياحه للبلدان الأخرى، إلا أن أهل الهند لم يرضوا بذلك الحاكم الأجنبي، الأمر الذي دفعهم لخلعه واختيار شخص من بينهم وهو دبشليم وجعلوه ملكاً عليهم. ولكنه ما لبث حتى تبدّل من ملك عادل رحيم إلى طاغية.
هذا الأمر دفع بالفيلسوف الحكيم بيدبا للذهاب إليه وتقديم النصح له، وبعد أن استمع الملك إلى كلامه غضب الملك دبشليم وأمر بقتل بيدبا وصلبه في بادئ الأمر قبل أن يُحجِم عن ذلك، والاكتفاء بحبسه.
لاحقاً قام دبشليم الملك بإخراج بيدبا من السجن، وطلب منه إعادة كلامه عليه. وقام بيدبا بذلك وكان دبشليم يستمع متأثراً ووعده بأنه سيعمل بكلامه ثم أمر بفك قيوده وقد ولّاه الملك وزيراً عنده. هذا الأمر كان بداية وضع الكتاب حيث طلب بيدبا من الملك دبشليم أن يُدوّن الكتاب ويُحفظ.

## الترجمات
تمت ترجمة الكتاب إلى اللغة الفهلوية في أوائل القرن السادس الميلادي على يد برزويه بأمر من كسرى الأول، ومنها تمت ترجمته إلى السريانية سنة 570م، وإلى اللغة العربية عن النسخة الفارسية في العصر العباسي وتحديداً في القرن الثاني الهجري الموافق للقرن الثامن الميلادي سنة 750م على يد عبد الله بن المقفع متصرفاً فيه بأسلوبه عن الكتاب الأصلي. اعتمدت جميع اللغات تقريباً على النسخة العربية من الكتاب، إما عن طريق النص العربي مباشرة أو عن طريق لغات وسيطة أُخِذت عن النص العربي.